# حارة الدوح (خور مكسر)
حارة الدوح هي إحدى حارات حي أكتوبر الواقع بمديرية خور مكسر التابعة لمحافظة عدن، بلغ تعداد سكانها 2110 نسمة حسب تعداد اليمن لعام 2004.